# Dorothy Helen Rayner
Dorothy Helen Rayner (3 février 1912 - 31 décembre 2003) est une géologue britannique qui est une autorité sur la stratigraphie des Îles Britanniques et travaille à l'Université de Leeds . En 1975, elle reçoit la prestigieuse médaille Lyell de la Société géologique de Londres pour ses contributions dans le domaine .

## Biographie
Rayner est née à Teddington, Middlesex, la deuxième des trois enfants d'Edwin Rayner, un haut responsable du National Physical Laboratory, et de sa femme Agnes Styles. Elle fait ses études à la Bedales School, puis étudie les sciences naturelles au Girton College de Cambridge, obtenant un BA (1re classe) en 1935. De 1936 à 1938, elle mène des recherches sur la paléontologie des vertébrés, principalement à Cambridge, mais aussi à l'University College de Londres, en tant que Hertha Ayrton By-Fellow. Elle obtient son doctorat de Cambridge en 1938 .
En 1939, elle accepte un poste de professeur au Département de géologie de l'Université de Leeds, qui, en raison des exigences de la guerre, ne comprend que trois personnes. Dès lors et jusque dans les années 1960, elle enseigne la stratigraphie et la paléontologie. Elle est promue maître de conférences au début des années 1960. En 1967, après la publication de The Stratigraphy of the British Isles, elle est reconnue comme une autorité majeure dans le domaine et est largement consultée sur les questions de procédure stratigraphique. Rayner prend finalement sa retraite de l'enseignement en 1977, après avoir passé toute sa carrière à Leeds .
Rayner est également étroitement associée à la Yorkshire Geological Society, en tant que rédactrice principal des actes de la société de 1958 à 1968 et présidente en 1969-1970. Avec JE Hemingway, elle co-édite The Geology and Mineral Resources of Yorkshire de la Society en 1974 . Elle est élue membre honoraire en 1974 et reçoit la médaille Sorby en 1977 . Rayner reçoit également la médaille Clough de la Société géologique d'Édimbourg en 1973 et la médaille Lyell de la Société géologique de Londres en 1975. Elle est également membre de l'Association des géologues pendant 66 ans, de 1936 jusqu'à sa mort .
Après sa retraite, Rayner combine son amour de la botanique avec ses compétences en arpentage pour créer des cartes de répartition des plantes de Harlow Carr Gardens, près de Harrogate, pour la Royal Horticultural Society .
Rayner est décédée le 31 décembre 2003 des suites d'un accident vasculaire cérébral chez elle à Leeds, dans le West Yorkshire.

## Publications
- Rayner, « The structure of certain Jurassic holostean fishes with special reference to their neurocrania », Philosophical Transactions of the Royal Society B, London, Royal Society, vol. 233,‎ 1948, p. 287–345 (DOI 10.1098/rstb.1948.0006)
- Rayner, « The Lower Carboniferous Rocks in the North of England: a review », Proceedings of the Yorkshire Geological Society, Wakefield, Yorkshire Geological Society, vol. 28,‎ 1953, p. 231–315 (DOI 10.1144/pygs.28.4.231)
- Rayner, « The Achanarras limestone of the Middle Old Red Sandstone, Caithness, Scotland », Proceedings of the Yorkshire Geological Society, Wakefield, Yorkshire Geological Society, vol. 34,‎ 1963, p. 117–138 (DOI 10.1144/pygs.34.2.117)
- Dorothy Helen Rayner, The Stratigraphy of the British Isles, London, Cambridge University Press, 1967 Second edition with major revisions year=1987
- The Geology and Mineral Resources of Yorkshire, Leeds, England, Yorkshire Geological Society, 1974
- Dorothy Helen Rayner, English language and usage in geology : a personal compilation, Leeds, England, Yorkshire Geological Society, 1982